# Volkmar I. (Harzgau)
Volkmar I., auch Folkmar, († vor 961) war Graf im Harzgau. Er war wahrscheinlich ein Sohn des Grafen Friedrich II. im Harzgau und Enkel des Grafen Friedrich I. im Harzgau. Er war vermutlich Ahnherr der Wettiner.

## Leben
Über Volkmar I. ist nicht viel bekannt. Im Jahre 945 erhielt er, gemeinsam mit seinem Bruder Rikbert, von König Otto I. Besitzrechte über bisher königliches Eigentum in Wieskau und vier Orte im slawischen Gebiet an der Fuhne im Gau Serimunt. Er wird allgemein als Graf im Harzgau genannt, es ist allerdings auch die Meinung vertreten worden, dass sein Bruder Rikbert den Harzgau und Volkmar den Schwabengau von ihrem Vater Friedrich II. erbten.
Volkmar starb vor 961.

## Nachkommen
Zu seinen Kindern gibt es widersprüchliche Angaben.
- Laut Lexikon des Mittelalters (Band IX) waren es:
  - Friedrich III., Graf im Harzgau
  - Dietrich I. († 982), Stammherr der Wettiner
  - Frederuna, ⚭ Brun, Graf von Arneburg († 978) (siehe Stammliste von Querfurt)
- Laut Otto Posse, Die Wettiner: Genealogie des Gesamthauses Wettin, waren es:
  - Rikdag II., Markgraf von Meißen († 985)
  - Eilsuit, Äbtissin von Gerbstedt († nach 985)